# مخزن سد شروباینورا
مخزن سد شروباینورا (انگلیسی: Sherubainura Reservoir) یک سد آبی در استان قراغندی کشور قزاقستان است.